# Alejo Garza Tamez
Alejo Garza Tamez (17 de julio de 1933 - 14 de noviembre de 2010) más conocido como Don Alejo, fue un empresario y cazador mexicano. Don Alejo se convirtió en noticia al morir heroicamente después de sostener un enfrentamiento a tiros contra un grupo del crimen organizado que le exigía entregar su propiedad. Garza Tamez hirió a dos y abatió a cuatro de los delincuentes.

## Biografía
Alejo  nació en 1933 en Allende. Pasó su infancia en las zonas más boscosas  de Nuevo León. José Garza, el padre de Alejo, tenía un aserradero y junto a sus hermanos, se instruyó desde joven a aserrar y vender la madera. Fundaron en Monterrey la maderera "El Salto". En su juventud viajó constantemente a El Salto (Durango) y Parral (Chihuahua) para comprar la madera que luego se vendía en Monterrey. Alejo practicó desde niño la cacería y la pesca. Inició su colección de armas, principalmente deportivas. Adquirió reputación de ser buen tirador . Promovió la avicultura en Allende y compró el rancho "San José", ubicado a 15 kilómetros de Ciudad Victoria, Tamaulipas. Se casó con su esposa Leticia y tuvieron dos hijas: Marcela y Alejandra.

## Muerte
El 14 de noviembre de 2010, miembros del crimen organizado (cártel Los Zetas) arribaron al rancho "San José" y le advirtieron a Garza Tamez que contaba con 24 horas para entregar su propiedad e irse. Ese día, reunió a los trabajadores de su rancho y les ordenó que no se presentaran a trabajar al día siguiente. La madrugada del 14 de noviembre de 2010, los vehículos de los delincuentes ingresaron al rancho y se colocaron frente a la casa. Los criminales descendieron, dispararon una ráfaga al aire y amenazaron con apoderarse del rancho. Garza Tamez, quien se encontraba parapetado al interior de la casa principal, respondió a tiros la amenaza, desatándose el enfrentamiento armado. Los delincuentes respondieron el ataque con armas largas y granadas de mano. A pesar de la superioridad en número, los criminales no lograron despojarlo del rancho y huyeron antes de la llegada de las fuerzas de seguridad. 
Horas después del enfrentamiento, elementos de la Armada de México arribaron al rancho de Alejo y encontraron la casa principal parcialmente destrozada por los impactos de bala y explosiones de granadas. Encontraron en la parte exterior de la finca seis cuerpos abandonados, cuatro muertos y dos inconscientes. En el interior de la casa encontraron solo el cuerpo de Alejo junto a dos armas. Garza Tamez contaba con dos impactos de bala, uno en el pecho y otro en la cabeza, que junto a las esquirlas de las granadas, ocasionaron su muerte a los 77 años de edad. 
Al inspeccionar el rancho, se reveló que en puertas y ventanas de la casa principal, se encontraban armas y casquillos percutidos. Finalmente, se entendió que Garza Tamez había diseñado su estrategia para pelear solo, colocando armas en diversos puntos estratégicos. 

## Impacto cultural
- La noticia de Alejo Garza Támez se convirtió en una de las más impactantes del año 2010 en México. En redes sociales, tales como Facebook y Twitter y en páginas como Google y YouTube, fue uno de los temas más comentados y buscados.
- Músicos de distintas partes de México le han compuesto varios corridos.[3][4]
- La película Skyfall de James Bond estrenada en 2012, basa su escena principal en lo acontecido en el rancho de Don Alejo.
- En 2014 se publica "Aún no recuerdo su rostro" de la dramaturga mexicana Itzel Lara, obra que se inspira en historia de Don Alejo.
- La escena de la última batalla en Rambo: Last Blood (2019) guarda gran similitud con el tiroteo de Alejo.
- El escritor estadounidense Don Winslow noveló el enfrentamiento de Garza con los miembros de los Zetas en la página 531 de su libro El Cártel (2015).
- Panini Cómics publicó en 2019 una historia titulada "El viejo y el narco", escrita por Ricardo Vílbor y Max Vento.[5]
- En el año 2022, se estrenó El norte sobre el vacío, de Alejandra Márquez Abella, película inspirada en la historia de Don Alejo.